# Cornutia pyramidata
Cornutia pyramidata är en kransblommig växtart som beskrevs av Carl von Linné. Cornutia pyramidata ingår i släktet Cornutia och familjen kransblommiga växter. Inga underarter finns listade i Catalogue of Life.